# Gerhard Schmidtchen
Gerhard Schmidtchen (* 17. Mai 1925 in Hamm; † 9. November 2022) war ein deutscher Soziologe, dessen Beiträge zur Sozialpsychologie und zur Religionssoziologie der christlichen Konfessionen besondere Beachtung fanden.

## Leben
Schmidtchen legte 1944 sein Abitur am humanistischen Gymnasium Hammonense ab; Mitabiturient war der spätere Literaturwissenschaftler Karl Otto Conrady. Als Student war er von 1951 bis 1953 (gemeinsam mit seinem Freund Hermann Schweppenhäuser) als Stipendiat bei Theodor W. Adorno am Frankfurter Institut für Sozialforschung tätig. Er gehörte zum Team, das die „Gruppenstudie“ praktisch begleitete und dann auswertete. Nach dem Studium arbeitete Schmidtchen beim Institut für Demoskopie (IfD) in Allensbach. Von dort wurde er 1968 an der Universität Zürich zum außerordentlichen, 1970 ebendort zum ordentlichen Professor für Sozialpsychologie und Soziologie ernannt. Schmidtchen lehrte bis zu seiner Emeritierung 1990 als Ordinarius. 1990 erhielt Schmidtchen die theologische Ehrendoktorwürde des Evangelisch-Theologischen Fakultät Erlangen-Nürnberg. In der Zeit von 1990 bis 1992 lehrte Schmidtchen als Gastprofessor an der Universität Leipzig.
Schmidtchen war verheiratet mit der Bildungsforscherin und Gerontologin Barbara Fülgraff.

## Schriften (Auswahl)
- Die befragte Nation. Über den Einfluß der Meinungsforschung auf die Politik, 1959
- Zwischen Kirche und Gesellschaft. Forschungsbericht über die Umfrage zur Gemeinsamen Synode der Bistümer in der Bundesrepublik Deutschland. In Verbindung mit dem Institut für Demoskopie Allensbach, Freiburg – Basel – Wien 1972.
- Protestanten und Katholiken. Soziologische Analyse konfessioneller Kultur, 1973
- Priester in Deutschland. Forschungsbericht über die im Auftrag der Deutschen Bischofskonferenz durchgeführte Umfrage unter allen Welt- und Ordenspriestern in der Bundesrepublik Deutschland. In Verbindung mit dem Institut für Demoskopie Allensbach, Freiburg – Basel – Wien 1973.
- Was den Deutschen heilig ist. Religiöse und politische Strömungen in der Bundesrepublik Deutschland, 1979 (ISBN 3-466-32014-3)
- zusammen mit Karl Forster, Glaube und Dritte Welt. Ergebnisse einer Repräsentativumfrage über weltkirchliche Aufgaben und die Motive deutscher Katholiken (= Entwicklung und Frieden. Wissenschaftliche Reihe, Band 27), München, Mainz 1982, ISBN 3-459-01474-1 und ISBN 3-7867-1019-8.
- Die Situation der Frau. Trendbeobachtungen über Rollen- und Bewußtseinsänderungen der Frauen in der Bundesrepublik Deutschland, 1984 (ISBN 3-428-05642-6)
- Sekten und Psychokultur. Reichweite und Attraktivität von Jugendreligionen in der Bundesrepublik Deutschland, 1987 (ISBN 3-451-21105-X)
- Wie weit ist der Weg nach Deutschland? Sozialpsychologie der Jugend in der postsozialistischen Welt, 1997 (ISBN 3-8100-1701-9)
- Ist Glaube altmodisch? Zur Orientierungskrise der Informationsgesellschaft, 2001 (ISBN 3-7616-1548-5)
- Die Dummheit der Informationsgesellschaft. Sozialpsychologie der Orientierung, 2002 (ISBN 3-8100-3139-9)

## Weblink
- Literatur von und über Gerhard Schmidtchen im Katalog der Deutschen Nationalbibliothek